# Гарднер, Вадим Данилович
Вадим Данилович Гарднер (18 [30] июня 1880, Марковилла — 20 мая 1956, Хельсинки) — русский поэт.

## Биография
Сын американца Даниэля Томаса де Пайва-Перера и Екатерины Ивановны Дыховой, изучавшей медицину в США. В 1870-е годы родители переехали в Россию.
Родился 1 июля 1880 года[по какому календарю?] в Марковилле, близ Выборга. Окончил Анненшуле (по другим данным — 7-ю петербургскую гимназию) и поступил на юридический факультет Санкт-Петербургского университета. В 1905 году был исключён из-за участия в студенческих волнениях, арестован и провёл 2 месяца в заключении, но был освобождён как американский гражданин.
В 1908 году вышел его первый сборник стихов. Гарднер был близок к поэтам-акмеистам, был знаком с Н. С. Гумилёвым, посещал «башню» В. И. Иванова.
В 1916 году Гарднер принял российское подданство и был направлен в Англию для участия в работе Комитета по снабжению союзников оружием. Весной 1918 году вернулся в Петроград.
С 1921 года жил в Финляндии, в имении своей матери в Метсякюля (ныне Молодёжное, Курортный район Санкт-Петербурга). С началом Зимней войны был вынужден уехать оттуда, скитался по Финляндии, а после войны поселился в Хельсинки.
Скончался 20 мая 1956 года и был похоронен на православном кладбище в Хельсинки в районе Лапинлахти.

### Адреса в Санкт-Петербурге
- 1910-е гг. — Тверская ул., 13[4].

## Книги
- Стихотворения : Сборник первый. — СПб., 1908. — 48 с.
- От жизни к жизни. — М., 1912. — [4], 173 с.
- Под далёкими звёздами. — Париж, 1929. — 148 с.
- У Финского залива : Избранная лирика. — Хельсинки, 1990. — 179 с., [2] л. портр. — ISBN 952-90-1655-7.
- Избранные стихотворения. — СПб., 1995. — 95 с. — ISBN 5-86585-027-X.